# Poliosia albida
Poliosia albida là một loài bướm đêm thuộc phân họ Arctiinae, họ Erebidae.